# Feng qiu huang
Feng qiu huang (凤囚凰S, Fèng qiú huángP, lett. "La prigione delle fenici"; titolo internazionale Untouchable Lovers, anche nota come The Phoenix Prison) è una serie televisiva cinese trasmessa su Hunan TV dal 14 gennaio al 16 aprile 2018. È tratta dall'omonimo romanzo di Tianyi Youfeng.

## Trama
Per rovesciare il tiranno Liu Ziye, un'organizzazione segreta sostituisce la sorella del sovrano, Liu Chuyu, con una sua sosia e propria discepola, Zhuque. La ragazza incontra così i paggi e compagni di studi della principessa, tra i quali Rong Zhi, di cui s'innamora, anche se lui è in realtà una spia del Wei Settentrionale. Durante la permanenza a palazzo, Zhuque scopre di essere la gemella della principessa, abbandonata da piccola perché maledetta; viene anche respinta da Rong Zhi e il loro rapporto si deteriora. Durante il colpo di Stato, resosi conto di amare Zhuque, Rong Zhi finge la propria morte affinché lei non possa dimenticarlo.
In una storia alternativa, Liu Chuyu, principessa del Liu Song, viene data in sposa al principe reggente del Wei Settentrionale, Rong Zhi, ma l'amore nascente tra i due viene messo alla prova da malintesi e complotti.

## Personaggi
- Liu Chuyu, interpretata da Guan Xiaotong
Principessa del Liu Song e sorella maggiore di Liu Ziye, è nota per la bellezza e la passione per gli uomini.
- Zhuque/Liu Chuxiu, interpretata da Guan Xiaotong
- Rong Zhi, interpretato da Song Weilong
Nella seconda storia, è il fratello minore di Feng Ting, imperatrice vedova del Wei Settentrionale.

### Dinastia Liu Song (episodi 1-16)
- Hua Cuo, interpretato da Li Zonglin
Spadaccino salvato da Rong Zhi e portato nella residenza di Chuyu, alla fine si rivolta contro di lui perché lo usa solo per i propri scopi.
- Liu Se, interpretato da Lu Zhuo
- Huan Yuan, interpretato da Hong Yao
Gentile e con il talento per la poesia, è l'unico discendente della dinastia Lê.
- Yue Jianfei, interpretato da Zhang Chaoren
Guardia del corpo di Chuyu.
- Mo Xiang, interpretato da Jin Haochen e Zhang Mingxuan (da bambino)
- Liu Sang, interpretato da Shiyue Anxin
- Jiang Yan, interpretato da Zhao Yiqin
- Pei Shu, interpretato da Sun Feifan
- Fendai, interpretata da Gao Yu'er
Compagna di Zhuque, si traveste da cameriera di Chuyu per uccidere Liu Ziye.
- Youlan, interpretata da Zhang Zexi
Una delle cameriere di Chuyu, è innamorata di Rong Zhi.
- Concubina Chen, interpretata da Meng Qin
Concubina di Liu Yilong, nonno di Liu Chuyu e Liu Ziye.
- Wang Xianyuan, interpretata da Yang Mingna
Imperatrice vedova, madre di Liu Chuyu e Liu Ziye.
- Concubina imperiale Yin, interpretata da Yang Qingqian
Concubina di Liu Jun, padre di Liu Chuyu e Liu Ziye. Suo figlio è stato umiliato da quest'ultimo e pertanto lo odia.
- Liu Yu, interpretato da Liu Enxiang
Principe Xiangdong, zio di Liu Chuyu e Liu Ziye. Divent aimperatore dopo la detronizzazione del nipote, ed è più crudele e spietato di lui.
- Wang Zhenfeng, interpretata da Chen Yalan
Moglie di Liu Yu.
- Shi Jingzhi, interpretata da Liu Yingmei
Principessa Xincha, è la sorella di Liu Song, zia di Liu Chuyu e Liu Ziye. Per la sua bellezza, attrae l'attenzione di Liu Ziye, che la costringe ad avere rapporti con lui.
- He Mai, interpretato da Wang Yuqi
Principe consorte di Liu Yingmei, ucciso da Liu Ziye.
- Liu Chang, interpretato da Huang Junbin
Principe Songming (nono principe), zio di Liu Chuyu e Liu Ziye.
- Liu Xiu'iu, interpretato da Li Geyang
Principe Jinping (dodicesimo principe), zio di Liu Chuyu e Liu Ziye.
- Liu Xiuyou, interpretato da Jiang Peng
Principe Songzong (tredicesimo principe), zio di Liu Chuyu e Liu Ziye.
- Liu Ziye, interpretato da Zhang Yijie
Un tiranno che si arrabbia con facilità, si calma solo al fianco di sua sorella Chuyu.
- Liu Ziying, interpretato da Guo Ziming
Principe Shiping, figlio di Liu Yu e della concubina imperiale Yin, fratello di Liu Chuyu e Liu Ziye, che lo umilia sin da bambino.
- He Ji, interpretato da He Wan
Principe consorte di Liu Chuyu, vuole uccidere la moglie perché si sente umiliato dai suoi tradimenti.
- Zong Yue, interpretato da Xiang Hao
Generale del Liu Song fedele a Liu Ziye.
- Eunuco Hua Yuan'er, interpretato da Zheng Long

### Wei Settentrionale (dall'episodio 17)
- Feng Ting, interpretata da Wu Jinyan
Imperatrice vedova e sorella di Rong Zhi.
- Grande consorte Qi, interpretata da Lin Jing
Madre di Tuoba Yun e rivale di Feng Ting.
- Tuoba Hong, interpretato da Shi Yunpeng
Sovrano del Wei.
- Tuoba Yun, interpretato da Merxat
Principe Kang, rivale di Rong Zhi.
- Le Yun, interpretata da Bai Lu
Concubina di Tuoba Yun identica a Huo Xuan.
- Ma Xueyun, interpretata da Zhao Lusi
Concubina di Rong Zhi, perdutamente innamorata di lui.
- Tuoba Hong/Yuan Hong, interpretato da Zhang Bowen
Figlio di Tuoba Hong.
- Tuoba Yu, interpretato da Yu Yao
Figlio di Tuoba Hong.
- Yueya, interpretata da Wu Shuang
Concubina di Rong Zhi donatagli da Tuoba Hong.
- Huo Xuan, interpretata da Bai Lu
Generalessa di Wei, è amica intima di Rong Zhi ed è innamorata di lui.
- Ma Zhongliang, interpretato da Wang Maolei
Primo ministro di Wei, usa la figlia Ma Xueyun in cambio di ricchezza e potere.
- Zhao Qi, interpretato da Wang Jianguo
Fidato ministro di Tuoba Hong.
- Wang Ze, interpretato da Wang Yizhe
Confidente di Huo Xuan, s'innamora di Qingyue.
- Shen Yu, interpretato da Xu Kai
Guardia del corpo di Rong Zhi, s'innamora di Qingyue.
- Qingyue, interpretata da Wu Jiayi
Cameriera personale di Chuyu.
- Qin Gu, interpretata da Chen Haoming
- Qi Heng, interpretato da Chenpeng Wanli
Guardia del corpo e cugino di Tuoba Yun.
- Lanruo, interpretata da Fu Mei
- Gu Huan, interpretato da He Fengtian
Medico che s'innamora di Huo Xuan.

## Colonna sonora
1. Untouchable Lovers (凤囚凰) – Bai Lu
2. Hatred of Jiang Nan (江南恨) – Lu Hu